# Nengmjon

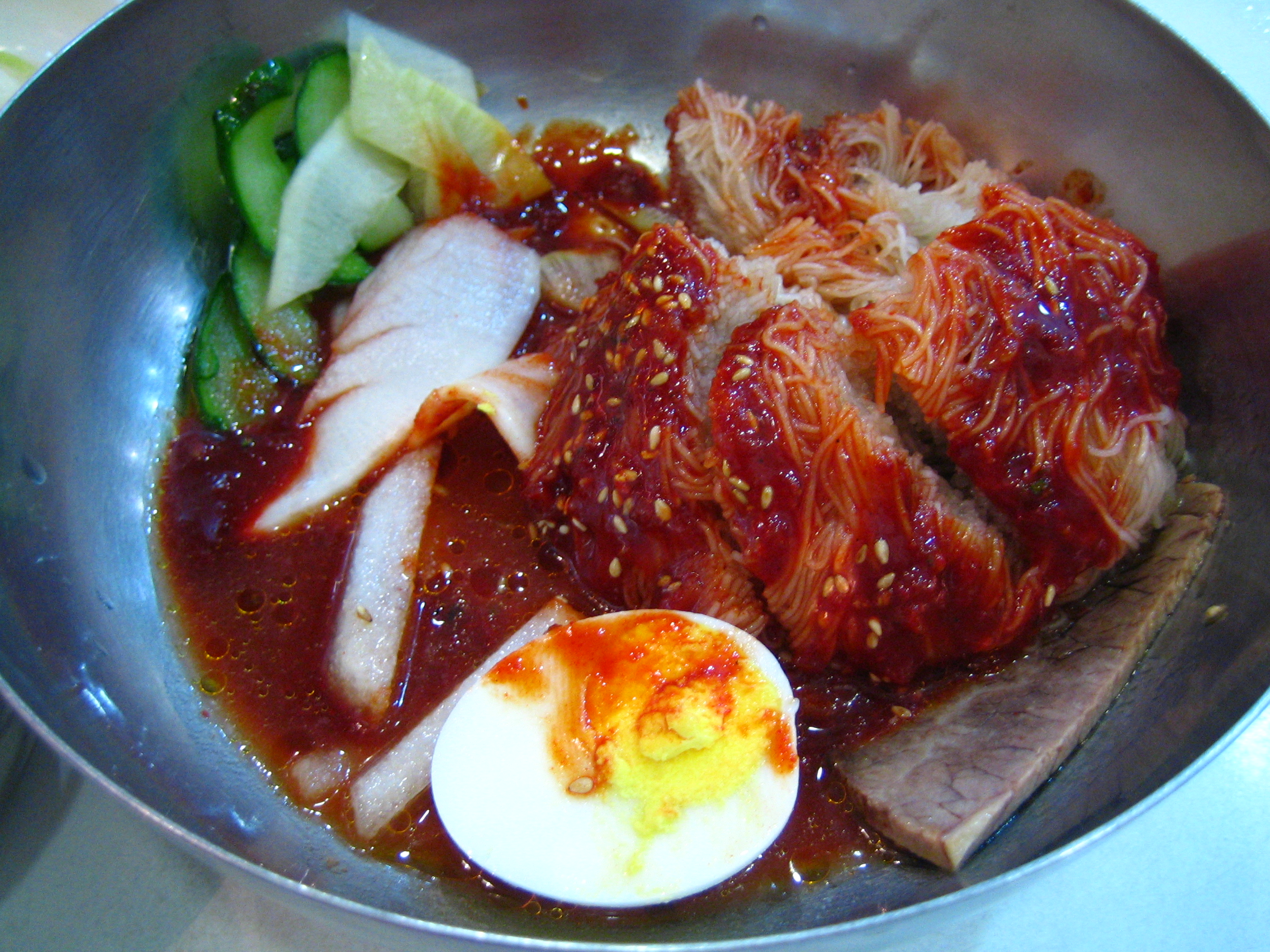
Bibim-naengmyeon

Nengmjon je jedním z národních jídel Koreje. Je to studená nudlová polévka. Zvláště populární je v létě.

## Podávání
Podává se s chlazeným hovězím vývarem a s nakládanými ředkvičkami. Lze také podávat s krájenou korejskou hruškou a natvrdo vařeným vejcem. Toto jídlo je často podáváno s octem a hořčicí.